# Cúp bóng đá Ý 2023–24
Cúp bóng đá Ý 2023–24 (có tên là Coppa Italia Frecciarossa vì lý do tài trợ) là giải đấu cúp quốc gia lần thứ 77 của bóng đá Ý. Có 44 đội tham gia.
Inter Milan là đương kim vô địch, nhưng đã bị loại bởi Bologna ở vòng 16 đội.

## Các đội tham dự
| Serie A 20 câu lạc bộ mùa giải 2023–24 | Serie B 18 câu lạc bộ mùa giải 2023–24 | Serie C 6 câu lạc bộ mùa giải 2023–24                            |
| - Atalanta - Bologna - Cagliari - Empoli - Fiorentina - Frosinone - Genoa - Inter Milan - Juventus - Lazio - Lecce - Hellas Verona - AC Milan - Monza - Napoli - Roma - Salernitana - Sassuolo - Torino - Udinese | - Ascoli - Bari - Catanzaro - Cittadella - Como - Cosenza - Cremonese - Feralpisalò - Modena - Palermo - Parma - Pisa - Reggiana - Sampdoria - Spezia - Südtirol - Ternana - Venezia | - Cesena - Crotone - Virtus Entella - Foggia - Pescara - Vicenza |

## Vòng sơ loại
Tổng cộng có tám đội từ Serie B (3 đội) và Serie C (5 đội) thi đấu ở vòng này, bốn đội thắng đi tiếp.
| Catanzaro (2) | 1–0      | Foggia (3) |
| ------------- | -------- | ---------- |
| - Curcio 70'  | Chi tiết |            |

---
| Reggiana (2)                                                            | 6–2      | Pescara (3)                   |
| ----------------------------------------------------------------------- | -------- | ----------------------------- |
| - Lanini 35', 65' - Portanova 40' - Girma 42' - Cigarini 57' - Vido 83' | Chi tiết | - Accornero 13' - Cuppone 26' |

---
| Feralpisalò (2)                | 2–1      | Vicenza (3)  |
| ------------------------------ | -------- | ------------ |
| - Di Molfetta 17' - Felici 31' | Chi tiết | - Laezza 68' |

---
| Cesena (3)                                                                                     | 2–2 (s.h.p.) | Virtus Entella (3)                                                                          |
| ---------------------------------------------------------------------------------------------- | ------------ | ------------------------------------------------------------------------------------------- |
| - Shpendi 17' - Ciofi 45'                                                                      | Chi tiết     | - Meazzi 51', 56'                                                                           |
| Loạt sút luân lưu                                                                              |              |                                                                                             |
| - Mercadante - Corazza - Ciofi - Silvestri - Shpendi - Berti - Hraiech - Piacentini - Pierozzi | 6–5          | - Disanto - Tomaselli - Banfi - Zappella - Lipani - De Lucia - Siatounis - Bonini - Thioune |

## Vòng 64
Tổng cộng có 32 đội (4 đội thắng ở vòng sơ loại, 1 đội còn lại ở Serie C, 15 đội còn lại ở Serie B và 12 đội Serie A hạt giống 9–20) thi đấu ở vòng này, 16 đội chiến thắng tiến vào vòng sau.
| Frosinone (1)           | 1–0      | Pisa (2) |
| ----------------------- | -------- | -------- |
| - Canestrelli 7' (l.n.) | Chi tiết |          |

---
| Udinese (1)                                                | 4–1      | Catanzaro (2)    |
| ---------------------------------------------------------- | -------- | ---------------- |
| - Lovrić 9' - Beto 49' - Thauvin 64' (ph.đ.) - Lucca 90+3' | Chi tiết | - Vandeputte 12' |

---
| Genoa (1)                                           | 4–3      | Modena (2)                                   |
| --------------------------------------------------- | -------- | -------------------------------------------- |
| - Retegui 1', 57' - Vásquez 45+3' - Guðmundsson 51' | Chi tiết | - Manconi 29' - Tremolada 40' - Gargiulo 77' |

---
| Bologna (1)                | 2–0      | Cesena (3) |
| -------------------------- | -------- | ---------- |
| - Corazza 2' - Zirkzee 80' | Chi tiết |            |

---
| Empoli (1)  | 1–2      | Cittadella (2)                |
| ----------- | -------- | ----------------------------- |
| - Caputo 8' | Chi tiết | - Amatucci 61' - Magrassi 80' |

---
| Bari (2) | 0–3      | Parma (2)                             |
| -------- | -------- | ------------------------------------- |
|          | Chi tiết | - Benedyczak 8' - Bonny 34' - Man 75' |

---
| Hellas Verona (1)                                  | 3–1      | Ascoli (2)          |
| -------------------------------------------------- | -------- | ------------------- |
| - Mboula 2' - Dawidowicz 45+3' - Đurić 47' (ph.đ.) | Chi tiết | - Forte 39' (ph.đ.) |

---
| Cagliari (1)                     | 2–1 (s.h.p.) | Palermo (2)     |
| -------------------------------- | ------------ | --------------- |
| - Dossena 100' - Di Pardo 120+3' | Chi tiết     | - Soleri 120+1' |

---
| Salernitana (1) | 1–0      | Ternana (2) |
| --------------- | -------- | ----------- |
| - Candreva 7'   | Chi tiết |             |

---
| Cosenza (2)                         | 2–5 (s.h.p.) | Sassuolo (1)                                                                 |
| ----------------------------------- | ------------ | ---------------------------------------------------------------------------- |
| - Tutino 9' (ph.đ.) - Mazzocchi 90' | Chi tiết     | - Bajrami 45+4' - Pinamonti 79' (ph.đ.) - Ceide 105' - Mulattieri 115', 118' |

---
| Lecce (1)      | 1–0      | Como (2) |
| -------------- | -------- | -------- |
| - Almqvist 27' | Chi tiết |          |

---
| Monza (1)        | 1–2      | Reggiana (2)                       |
| ---------------- | -------- | ---------------------------------- |
| - D'Ambrosio 22' | Chi tiết | - Nardi 64' - Cigarini 84' (ph.đ.) |

---
| Cremonese (2)                                 | 3–1 (s.h.p.) | Crotone (3)     |
| --------------------------------------------- | ------------ | --------------- |
| - Afena-Gyan 30' - Vázquez 105' - Pickel 117' | Chi tiết     | - Tumminello 7' |

---
| Sampdoria (2)                                                                     | 1–1 (s.h.p.) | Südtirol (2)                                                         |
| --------------------------------------------------------------------------------- | ------------ | -------------------------------------------------------------------- |
| - Léris 17'                                                                       | Chi tiết     | - Casiraghi 45+4'                                                    |
| Loạt sút luân lưu                                                                 |              |                                                                      |
| - Stoppa - De Luca - Pedrola - Depaoli - Vieira - Bereszyński - Benedetti - Murru | 7–6          | - Cagnano - Lonardi - Ciervo - Cisco - Broh - Davì - Tait - Masiello |

---
| Spezia (2)                                              | 2–2 (s.h.p.) | Venezia (2)                                           |
| ------------------------------------------------------- | ------------ | ----------------------------------------------------- |
| - Antonucci 19' - Moro 60' (ph.đ.)                      | Chi tiết     | - Pohjanpalo 54' - Gytkjaer 81' (ph.đ.)               |
| Loạt sút luân lưu                                       |              |                                                       |
| - Krollis - F. Esposito - S. Esposito - Kouda - Bastoni | 4–3          | - Pohjanpalo - Cheryshev - Gytkjaer - Busio - Zampano |

---
| Torino (1)               | 2–1      | Feralpisalò (2)   |
| ------------------------ | -------- | ----------------- |
| - Vojvoda 22' - Ilić 85' | Chi tiết | - Di Molfetta 17' |

## Vòng 32
16 đội thắng ở vòng trước sẽ chia cặp thi đấu ở vòng này, 8 đội thắng sẽ đi tiếp.
| Cremonese (2)                  | 2–1 (s.h.p.) | Cittadella (2) |
| ------------------------------ | ------------ | -------------- |
| - Bertolacci 48' - Coda 120+1' | Chi tiết     | - Vita 83'     |

---
| Salernitana (1)                                    | 4–0      | Sampdoria (2) |
| -------------------------------------------------- | -------- | ------------- |
| - Ikwuemesi 28' - Tchaouna 45+1', 67' - Cabral 86' | Chi tiết |               |

---
| Bologna (1)                    | 2–0      | Hellas Verona (1) |
| ------------------------------ | -------- | ----------------- |
| - Moro 41' - Van Hooijdonk 62' | Chi tiết |                   |

---
| Genoa (1)                    | 2–1 (s.h.p.) | Reggiana (2)   |
| ---------------------------- | ------------ | -------------- |
| - Haps 53' - Guðmundsson 99' | Chi tiết     | - Djamanca 37' |

---
| Lecce (1)                     | 2–4      | Parma (2)                                                          |
| ----------------------------- | -------- | ------------------------------------------------------------------ |
| - Piccoli 54' - Strefezza 76' | Chi tiết | - Sohm 9' - Bonny 26' - Pongračić 90+4' (l.n.) - Man 90+7' (ph.đ.) |

---
| Udinese (1)    | 1–2 (s.h.p.) | Cagliari (1)                |
| -------------- | ------------ | --------------------------- |
| - Guessand 63' | Chi tiết     | - Viola 80' - Lapadula 120' |

---
| Sassuolo (1)                                             | 0–0 (s.h.p.) | Spezia (2)                                       |
| -------------------------------------------------------- | ------------ | ------------------------------------------------ |
|                                                          | Chi tiết     |                                                  |
| Loạt sút luân lưu                                        |              |                                                  |
| - Berardi - Pinamonti - Bajrami - Thorstvedt - Laurienté | 5–4          | - Kouda - Moro - Candelari - Nikolaou - Esposito |

---
| Torino (1) | 1–2 (s.h.p.) | Frosinone (1)                  |
| ---------- | ------------ | ------------------------------ |
| - Zima 31' | Chi tiết     | - Ibrahimović 5' - Reinier 98' |

## Sơ đồ
|  | Vòng 16 đội      | Vòng 16 đội      | Vòng 16 đội      | Vòng 16 đội |                |                | Tứ kết         | Tứ kết | Tứ kết | Tứ kết |  |  | Bán kết | Bán kết | Bán kết | Bán kết |  |  | Chung kết | Chung kết | Chung kết | Chung kết |
|  |                  |                  |                  |             |                |                |                |        |        |        |  |  |         |         |         |         |  |  |           |           |           |           |
|  |                  |                  |                  |             |                |                |                |        |        |        |  |  |         |         |         |         |  |  |           |           |           |           |
|  |                  |                  |                  |             |                |                |                |        |        |        |  |  |         |         |         |         |  |  |           |           |           |           |
|  | Fiorentina (p)   | Fiorentina (p)   | Fiorentina (p)   | 2 (4)       |                |                |                |        |        |        |  |  |         |         |         |         |  |  |           |           |           |           |
|  | Fiorentina (p)   | Fiorentina (p)   | Fiorentina (p)   | 2 (4)       |                |                |                |        |        |        |  |  |         |         |         |         |  |  |           |           |           |           |
|  | Parma            | Parma            | Parma            | 2 (1)       |                |                |                |        |        |        |  |  |         |         |         |         |  |  |           |           |           |           |
|  | Parma            | Parma            | Parma            | 2 (1)       | Fiorentina (p) | Fiorentina (p) | Fiorentina (p) | 0 (5)  |        |        |  |  |         |         |         |         |  |  |           |           |           |           |
|  |                  |                  |                  |             | Fiorentina (p) | Fiorentina (p) | Fiorentina (p) | 0 (5)  |        |        |  |  |         |         |         |         |  |  |           |           |           |           |
|  |                  | Bologna          | Bologna          | Bologna     | 0 (4)          |                |                |        |        |        |  |  |         |         |         |         |  |  |           |           |           |           |
|  | Inter Milan      | Inter Milan      | Inter Milan      | Bologna     | 0 (4)          | 1              |                |        |        |        |  |  |         |         |         |         |  |  |           |           |           |           |
|  | Inter Milan      | Inter Milan      | Inter Milan      |             |                |                |                |        |        |        |  |  |         |         |         |         |  |  |           |           |           |           |
|  | Bologna (s.h.p.) | Bologna (s.h.p.) | Bologna (s.h.p.) | 2           |                |                |                |        |        |        |  |  |         |         |         |         |  |  |           |           |           |           |
|  | Bologna (s.h.p.) | Bologna (s.h.p.) | Bologna (s.h.p.) | 2           | Fiorentina     | 1              | 1              | 2      |        |        |  |  |         |         |         |         |  |  |           |           |           |           |
|  |                  |                  |                  |             | Fiorentina     | 1              | 1              | 2      |        |        |  |  |         |         |         |         |  |  |           |           |           |           |
|  |                  | Atalanta         | 0                | 4           | 4              |                |                |        |        |        |  |  |         |         |         |         |  |  |           |           |           |           |
|  | AC Milan         | AC Milan         | AC Milan         | 4           | 4              | 4              |                |        |        |        |  |  |         |         |         |         |  |  |           |           |           |           |
|  | AC Milan         | AC Milan         | AC Milan         |             |                |                |                |        |        |        |  |  |         |         |         |         |  |  |           |           |           |           |
|  | Cagliari         | Cagliari         | Cagliari         | 1           |                |                |                |        |        |        |  |  |         |         |         |         |  |  |           |           |           |           |
|  | Cagliari         | Cagliari         | Cagliari         | 1           | AC Milan       | AC Milan       | AC Milan       | 1      |        |        |  |  |         |         |         |         |  |  |           |           |           |           |
|  |                  |                  |                  |             | AC Milan       | AC Milan       | AC Milan       | 1      |        |        |  |  |         |         |         |         |  |  |           |           |           |           |
|  |                  | Atalanta         | Atalanta         | Atalanta    | 2              |                |                |        |        |        |  |  |         |         |         |         |  |  |           |           |           |           |
|  | Atalanta         | Atalanta         | Atalanta         | Atalanta    | 2              | 3              |                |        |        |        |  |  |         |         |         |         |  |  |           |           |           |           |
|  | Atalanta         | Atalanta         | Atalanta         |             |                |                |                |        |        |        |  |  |         |         |         |         |  |  |           |           |           |           |
|  | Sassuolo         | Sassuolo         | Sassuolo         | 1           |                |                |                |        |        |        |  |  |         |         |         |         |  |  |           |           |           |           |
|  | Sassuolo         | Sassuolo         | Sassuolo         | 1           | Atalanta       | Atalanta       | Atalanta       | 0      |        |        |  |  |         |         |         |         |  |  |           |           |           |           |
|  |                  |                  |                  |             | Atalanta       | Atalanta       | Atalanta       | 0      |        |        |  |  |         |         |         |         |  |  |           |           |           |           |
|  |                  | Juventus         | Juventus         | Juventus    | 1              |                |                |        |        |        |  |  |         |         |         |         |  |  |           |           |           |           |
|  | Juventus         | Juventus         | Juventus         | Juventus    | 1              | 6              |                |        |        |        |  |  |         |         |         |         |  |  |           |           |           |           |
|  | Juventus         | Juventus         | Juventus         |             |                |                |                |        |        |        |  |  |         |         |         |         |  |  |           |           |           |           |
|  | Salernitana      | Salernitana      | Salernitana      | 1           |                |                |                |        |        |        |  |  |         |         |         |         |  |  |           |           |           |           |
|  | Salernitana      | Salernitana      | Salernitana      | 1           | Juventus       | Juventus       | Juventus       | 4      |        |        |  |  |         |         |         |         |  |  |           |           |           |           |
|  |                  |                  |                  |             | Juventus       | Juventus       | Juventus       | 4      |        |        |  |  |         |         |         |         |  |  |           |           |           |           |
|  |                  | Frosinone        | Frosinone        | Frosinone   | 0              |                |                |        |        |        |  |  |         |         |         |         |  |  |           |           |           |           |
|  | Napoli           | Napoli           | Napoli           | Frosinone   | 0              | 0              |                |        |        |        |  |  |         |         |         |         |  |  |           |           |           |           |
|  | Napoli           | Napoli           | Napoli           |             |                |                |                |        |        |        |  |  |         |         |         |         |  |  |           |           |           |           |
|  | Frosinone        | Frosinone        | Frosinone        | 4           |                |                |                |        |        |        |  |  |         |         |         |         |  |  |           |           |           |           |
|  | Frosinone        | Frosinone        | Frosinone        | 4           | Juventus       | 2              | 1              | 3      |        |        |  |  |         |         |         |         |  |  |           |           |           |           |
|  |                  |                  |                  |             | Juventus       | 2              | 1              | 3      |        |        |  |  |         |         |         |         |  |  |           |           |           |           |
|  |                  | Lazio            | 0                | 2           | 2              |                |                |        |        |        |  |  |         |         |         |         |  |  |           |           |           |           |
|  | Lazio            | Lazio            | Lazio            | 2           | 2              | 1              |                |        |        |        |  |  |         |         |         |         |  |  |           |           |           |           |
|  | Lazio            | Lazio            | Lazio            |             |                |                |                |        |        |        |  |  |         |         |         |         |  |  |           |           |           |           |
|  | Genoa            | Genoa            | Genoa            | 0           |                |                |                |        |        |        |  |  |         |         |         |         |  |  |           |           |           |           |
|  | Genoa            | Genoa            | Genoa            | 0           | Lazio          | Lazio          | Lazio          | 1      |        |        |  |  |         |         |         |         |  |  |           |           |           |           |
|  |                  |                  |                  |             | Lazio          | Lazio          | Lazio          | 1      |        |        |  |  |         |         |         |         |  |  |           |           |           |           |
|  |                  | Roma             | Roma             | Roma        | 0              |                |                |        |        |        |  |  |         |         |         |         |  |  |           |           |           |           |
|  | Roma             | Roma             | Roma             | Roma        | 0              | 2              |                |        |        |        |  |  |         |         |         |         |  |  |           |           |           |           |
|  | Roma             | Roma             | Roma             |             |                |                |                |        |        |        |  |  |         |         |         |         |  |  |           |           |           |           |
|  | Cremonese        | Cremonese        | Cremonese        | 1           |                |                |                |        |        |        |  |  |         |         |         |         |  |  |           |           |           |           |
|  | Cremonese        | Cremonese        | Cremonese        | 1           |                |                |                |        |        |        |  |  |         |         |         |         |  |  |           |           |           |           |

## Vòng 16
Vòng 16 đội sẽ diễn ra giữa 8 đội thắng ở vòng trước và các câu lạc bộ còn lại ở Serie A được xếp hạt giống từ 1–8. Các trận đấu được tổ chức từ tháng 12 năm 2023 đến đầu tháng 1 năm 2024.
| Lazio (1)    | 1–0      | Genoa (1) |
| ------------ | -------- | --------- |
| Guendouzi 5' | Chi tiết |           |

---
| Fiorentina (1)                            | 2–2 (s.h.p.) | Parma (2)                 |
| ----------------------------------------- | ------------ | ------------------------- |
| - Nzola 83' - Sottil 90' (ph.đ.)          | Chi tiết     | - Bernabé 21' - Bonny 23' |
| Loạt sút luân lưu                         |              |                           |
| - Biraghi - Kouamé - Milenković - Beltrán | 4–1          | - Hernani - Man - Camara  |

---
| Napoli (1) | 0–4      | Frosinone (1)                                                         |
| ---------- | -------- | --------------------------------------------------------------------- |
|            | Chi tiết | - Barrenechea 65' - Caso 70' - Cheddira 90+1' (ph.đ.) - Harroui 90+5' |

---
| Inter Milan (1)      | 1–2 (s.h.p.) | Bologna (1)                 |
| -------------------- | ------------ | --------------------------- |
| - Carlos Augusto 92' | Chi tiết     | - Beukema 112' - Ndoye 116' |

---
| AC Milan (1)                               | 4–1      | Cagliari (1) |
| ------------------------------------------ | -------- | ------------ |
| - Jović 29', 42' - Traorè 50' - Leão 90+1' | Chi tiết | - Azzi 87'   |

---
| Atalanta (1)                            | 3–1      | Sassuolo (1)   |
| --------------------------------------- | -------- | -------------- |
| - De Ketelaere 24', 63' - Miranchuk 71' | Chi tiết | - Boloca 90+5' |

---
| Roma (1)                          | 2–1      | Cremonese (2)  |
| --------------------------------- | -------- | -------------- |
| - Lukaku 77' - Dybala 85' (ph.đ.) | Chi tiết | - Tsadjout 37' |

---
| Juventus (1)                                                                           | 6–1      | Salernitana (1) |
| -------------------------------------------------------------------------------------- | -------- | --------------- |
| - Miretti 12' - Cambiaso 35' - Rugani 54' - Bronn 75' (l.n.) - Yıldız 88' - Weah 90+1' | Chi tiết | - Ikwuemesi 1'  |

## Tứ kết
| Fiorentina (1)                                    | 0–0 (s.h.p.) | Bologna (1)                                         |
| ------------------------------------------------- | ------------ | --------------------------------------------------- |
|                                                   | Chi tiết     |                                                     |
| Loạt sút luân lưu                                 |              |                                                     |
| - Mandragora - Arthur - Milenković - Mina - Lopez | 5–4          | - Ferguson - Zirkzee - Orsolini - Calafiori - Posch |

---
| Lazio (1)              | 1–0      | Roma (1) |
| ---------------------- | -------- | -------- |
| - Zaccagni 51' (ph.đ.) | Chi tiết |          |

---
| Milan (1)  | 1–2      | Atalanta (1)                     |
| ---------- | -------- | -------------------------------- |
| - Leão 45' | Chi tiết | - Koopmeiners 45+2', 59' (ph.đ.) |

---
| Juventus (1)                               | 4–0      | Frosinone (1) |
| ------------------------------------------ | -------- | ------------- |
| - Milik 11' (ph.đ.), 38', 48' - Yıldız 61' | Chi tiết |               |

## Bán kết
Vòng bán kết sẽ thi đấu theo thể thức hai lượt, lượt đi và lượt về.
| Juventus (1)                | 2–0      | Lazio (1) |
| --------------------------- | -------- | --------- |
| - Chiesa 50' - Vlahović 64' | Chi tiết |           |

| Lazio (1)              | 2–1      | Juventus (1) |
| ---------------------- | -------- | ------------ |
| - Castellanos 12', 49' | Chi tiết | - Milik 83'  |

Juventus thắng chung cuộc 3–2
---
| Fiorentina (1)   | 1–0      | Atalanta (1) |
| ---------------- | -------- | ------------ |
| - Mandragora 31' | Chi tiết |              |

| Atalanta (1)                                                    | 4–1      | Fiorentina (1)        |
| --------------------------------------------------------------- | -------- | --------------------- |
| - Koopmeiners 8' - Scamacca 75' - Lookman 90+5' - Pašalić 90+8' | Chi tiết | - Martínez Quarta 68' |

Atalanta thắng chung cuộc 4–2

## Chung kết
Trận chung kết sẽ diễn ra vào lúc 21:00 CEST ngày 15 tháng 5 năm 2024 trên sân vận động Olimpico, Roma.
| Atalanta (1) | 0–1      | Juventus (1)  |
| ------------ | -------- | ------------- |
|              | Chi tiết | - Vlahović 4' |

## Thống kê

### Ghi bàn hàng đầu
Tính đến ngày 16/5/2024
| Hạng | Cầu thủ                | Đội            | Số bàn thắng |
| ---- | ---------------------- | -------------- | ------------ |
| 1    | Arkadiusz Milik        | Juventus       | 4            |
| 2    | Teun Koopmeiners       | Atalanta       | 3            |
| 2    | Ange-Yoan Bonny        | Parma          | 3            |
| 4    | Dennis Man             | Parma          | 2            |
| 4    | Charles De Ketelaere   | Atalanta       | 2            |
| 4    | Davide Di Molfetta     | Feralpisalo    | 2            |
| 4    | Albert Guðmundsson     | Genoa          | 2            |
| 4    | Mateo Retegui          | Genoa          | 2            |
| 4    | Chukwubuikem Ikwuemesi | Salernitana    | 2            |
| 4    | Loum Tchaouna          | Salernitana    | 2            |
| 4    | Luka Jovic             | AC Milan       | 2            |
| 4    | Rafael Leão            | AC Milan       | 2            |
| 4    | Eric Lanini            | Reggiana       | 2            |
| 4    | Manolo Portanova       | Reggiana       | 2            |
| 4    | Lorenzo Meazzi         | Virtus Entella | 2            |
| 4    | Samuele Mulattieri     | Sassuolo       | 2            |
| 4    | Kenan Yıldız           | Juventus       | 2            |
| 4    | Dušan Vlahović         | Juventus       | 2            |
| 4    | Taty Castellanos       | Lazio          | 2            |